# Campeonato Sul-Americano de Atletismo Juvenil de 2000
O Campeonato Sul-Americano de Atletismo Juvenil de 2000 foi a 15ª edição da competição de atletismo organizada pela CONSUDATLE, para atletas com até 18 anos, classificados como juvenil. Essa foi a primeira edição com as novas normas de classificação dos grupos etários aplicados pela IAAF. O evento foi realizado no Parque Recreativo El Salitre, em Bogotá, na Colômbia, entre 4 e 5 de novembro de 2000. Contou com a presença de aproximadamente 228 atletas de 12 nacionalidades distribuídos em 42 provas.

## Medalhistas
Esses foram os resultados do campeonato. Resultados completos podem ser encontrados no site "World Junior Athletics History".  Todos os resultados são marcados como "afetados pela altitude" ( A ), porque Bogotá está localizada a 2.625 metros acima do nível do mar.

### Masculino
| Evento                         | Ouro                                                                       | Ouro      | Prata                                                                       | Prata     | Bronze                                                                  | Bronze    |
| ------------------------------ | -------------------------------------------------------------------------- | --------- | --------------------------------------------------------------------------- | --------- | ----------------------------------------------------------------------- | --------- |
| 100 metros                     | Bruno Pacheco (BRA)                                                        | 10.88A    | Luís Ambrósio (BRA)                                                         | 10.93A    | Diego Valdés (CHI)                                                      | 10.96A    |
| 200 metros                     | Angelo Edmund (PAN)                                                        | 21.45A    | Bruno Pacheco (BRA)                                                         | 21.89A    | Klaydson de Souza (BRA)                                                 | 22.00A    |
| 400 metros                     | Luis Luna (VEN)                                                            | 47.65A    | Angelo Edmund (PAN)                                                         | 47.75A    | Klaydson de Souza (BRA)                                                 | 48.30A    |
| 800 metros                     | Olwyn Granados (VEN)                                                       | 1:55.31A  | Elio Arenas (ARG)                                                           | 1:56.64A  | Cristián Matute (ECU)                                                   | 1:57.74A  |
| 1 500 metros                   | Clayton Aguiar (BRA)                                                       | 4:06.15A  | Wendell da Conceição (BRA)                                                  | 4:07.81A  | Edison Pico (COL)                                                       | 4:08.78A  |
| 3 000 metros                   | Giovanny Amador (COL)                                                      | 9:07.23A  | Wendell da Conceição (BRA)                                                  | 9:09.05A  | Darwin Tayupo (VEN)                                                     | 9:13.27A  |
| 10 km marcha atlética          | Andrés Chocho (ECU)                                                        | 47:52.68A | Rafael dos Anjos Duarte (BRA)                                               | 49:22.18A | Pablo Pinzón (COL)                                                      | 49:43.26A |
| 110 metros barreiras           | Thiago Dias (BRA)                                                          | 13.79A    | Sebastián Bustos (ARG)                                                      | 14.18A    | Nerluis Pereira (VEN)                                                   | 14.20A    |
| 400 metros barreiras           | José Ferrín (ECU)                                                          | 53.46A    | Tiago Bueno (BRA)                                                           | 54.17A    | Joelson da Silva (BRA)                                                  | 54.44A    |
| 2.000 metros com obstáculos    | Fernando Fernandes (BRA)                                                   | 6:19.46A  | Juarez de Souza (BRA)                                                       | 6:32.62A  | Cristián Patiño (ECU)                                                   | 6:40.92A  |
| 1.000 metros revezamento sueco | Brasil · Luís Ambrósio · Luiz da Silva · Bruno Pacheco · Klaydson de Souza | 1:53.67A  | Venezuela · Luis Luna · Olwin Granados · Nerluis Pereira · Orlando Acosta   | 1:55.07A  | Colômbia · Uriel Linero · Geiler Rovira · John Valoyes · Jackson Moreno | 1:57.69A  |
| 4×100 metros estafetas         | Brasil · Luiz da Silva · André Oliveira · Luís Ambrósio · Bruno Pacheco    | 40.77A    | Chile · Cristián Riesco · Nicolás Sepúlveda · Pablo Colville · Diego Valdés | 41.73A    | Colômbia · Uriel Linero · John Valoyes · Geiler Rovira · Jackson Moreno | 42.61A    |
| Salto em altura                | Fábio Baptista (BRA)                                                       | 2.07A     | Renan dos Santos (BRA)                                                      | 2.07A     | Gerardo Canale (ARG)                                                    | 2.04A     |
| Salto com vara                 | José Francisco Nava (CHI)                                                  | 5.00A     | Fábio da Silva (BRA)                                                        | 4.95A     | Rodrigo Constantino (BRA)                                               | 4.55A     |
| Salto em comprimento           | Marcos Trivelato (BRA)                                                     | 7.51A     | Thiago Dias (BRA)                                                           | 7.46A     | Helmut Ospina (COL)                                                     | 7.14A     |
| Salto triplo                   | Leonardo dos Santos (BRA)                                                  | 14.85A    | Fernando dos Santos (BRA)                                                   | 14.73A    | Jorge Cardona (COL)                                                     | 14.36A    |
| Arremesso de peso              | Germán Lauro (ARG)                                                         | 17.77A    | Clayton Santos (BRA)                                                        | 17.36A    | Gustavo de Mendonça (BRA)                                               | 17.20A    |
| Lançamento de disco            | Germán Lauro (ARG)                                                         | 53.99A    | Gustavo de Mendonça (BRA)                                                   | 51.43A    | Paolo Mangili (CHI)                                                     | 50.14A    |
| Lançamento do martelo          | Fabián Di Paolo (ARG)                                                      | 74.24A    | Roberto Sáez (CHI)                                                          | 71.62A    | Marcos Leiva (ARG)                                                      | 61.89A    |
| Lançamento do dardo            | Júlio César de Oliveira (BRA)                                              | 66.10A    | Dairon Márquez (COL)                                                        | 62.44A    | Nicolás Infante (CHI)                                                   | 61.28A    |
| Octatlo                        | Federico Staudt (BRA)                                                      | 5506A     | Roberto Morgon (BRA)                                                        | 5482A     | Fernando Martín (ARG)                                                   | 5158A     |

### Feminino
| Evento                           | Ouro                                                                           | Ouro      | Prata                                                                             | Prata     | Bronze                                                                               | Bronze    |
| -------------------------------- | ------------------------------------------------------------------------------ | --------- | --------------------------------------------------------------------------------- | --------- | ------------------------------------------------------------------------------------ | --------- |
| 100 metros                       | Thatiana Ignácio (BRA)                                                         | 11.55A    | Wilmary Álvarez (VEN)                                                             | 11.74A    | Luciana Lazet (ARG)                                                                  | 11.82A    |
| 200 metros                       | Luciana Lazet (ARG)                                                            | 24.00A    | Wilmary Álvarez (VEN)                                                             | 24.18A    | Liliana Tantucci (ARG)                                                               | 24.33A    |
| 400 metros                       | Yusmelys García (VEN)                                                          | 53.94A    | Amanda Dias (BRA)                                                                 | 54.36A    | Joyce Prieto (BRA)                                                                   | 55.94A    |
| 800 metros                       | Juliana de Azevedo (BRA)                                                       | 2:13.87A  | Jenny Mejías (VEN)                                                                | 2:15.94A  | Gabriela Chalá (ECU)                                                                 | 2:17.05A  |
| 1 500 metros                     | Silvia Paredes (ECU)                                                           | 4:50.84A  | Jennifer Garzón (COL)                                                             | 4:54.16A  | Diana Alzate (COL)                                                                   | 5:05.07A  |
| 3 000 metros                     | Silvia Paredes (ECU)                                                           | 10:37.37A | Inés Melchor (PER)                                                                | 10:40.67A | Luisa Jiménez (COL)                                                                  | 10:51.25A |
| 5 km marcha atlética             | Ariana Quino (BOL)                                                             | 26:06.23A | Carla Litardo (ECU)                                                               | 26:47.11A | Gina Meneses (COL)                                                                   | 26:54.90A |
| 100 metros barreiras             | Sandrine Legenort (VEN)                                                        | 14.01A    | Soledad Donzino (ARG)                                                             | 14.17A    | Evelyn de Santana (BRA)                                                              | 14.61A    |
| 400 metros barreiras             | Yusmelys García (VEN)                                                          | 61.63A    | Evelyn de Santana (BRA)                                                           | 63.34A    | Martina Valoyes (COL)                                                                | 64.53A    |
| 2.000 metros com obstáculos      | Patrícia Lobo (BRA)                                                            | 7:47.32A  | Luisa Jiménez (COL)                                                               | 8:03.72A  | Lina María Arias (COL)                                                               | 8:15.23A  |
| 1.000 metros revezamento sueco]] | Brasil · Joyce Prieto · Evelyn dos Santos · Thatiana Ignâcio · Amanda Dias     | 2:12.21A  | Venezuela · Yusmelys García · Myleidi López · Wilmary Álvarez · Sandrine Legenort | 2:14.05A  | Argentina · Jorgelina Litterini · Soledad Donzino · Liliana Tantucci · Luciana Lazet | 2:16.50A  |
| 4×100 metros estafetas           | Venezuela · Myleidi López · Jenny Mejías · Sandrine Legenort · Yusmelys García | 45.99A    | Brasil · Mônica de Freitas · Joice Vignoli · Evelyn dos Santos · Thatiana Ignâcio | 46.15A    | Argentina · Soledad Donzino · Paula Bastias · Liliana Tantucci · Luciana Lazet       | 46.67A    |
| Salto em altura                  | Jhoris Luque (VEN)                                                             | 1.74A     | Jailma de Lima (BRA)                                                              | 1.74A     | Paula Bastías (ARG)                                                                  | 1.72A     |
| Salto com vara                   | Alejandra Llorente (ARG)                                                       | 3.60A     | Rosângela da Silva (BRA)                                                          | 3.55A     | Michaela Heitkotter (BRA)                                                            | 3.55A     |
| Salto em comprimento             | Keila Costa (BRA)                                                              | 6.05A     | Macarena Reyes (CHI)                                                              | 5.66A     | Cinthia de Lima (BRA)                                                                | 5.66A     |
| Salto triplo                     | Keila Costa (BRA)                                                              | 13.04A    | Ivonne Patarroyo (COL)                                                            | 12.17A    | Cinthia de Lima (BRA)                                                                | 12.07A    |
| Arremesso de peso                | Paola Cheppi (ARG)                                                             | 13.77A    | Arelis Quiñones (COL)                                                             | 13.37A    | Juliana Olier (COL)                                                                  | 13.14A    |
| Lançamento de disco              | Arelis Quiñones (COL)                                                          | 42.27A    | Jennifer Dahlgren (ARG)                                                           | 39.55A    | Brigitte Flores (PER)                                                                | 37.85A    |
| Lançamento do martelo            | Jennifer Dahlgren (ARG)                                                        | 56.68A    | Laura Perovich (ARG)                                                              | 45.50A    | Stefanía Żoryez (URU)                                                                | 44.02A    |
| Lançamento do dardo              | Edna Rodrigues (BRA)                                                           | 45.07A    | Adriana Torres (COL)                                                              | 43.77A    | Catalina Toro (CHI)                                                                  | 42.67A    |
| Heptatlo                         | Soledad Donzino (ARG)                                                          | 4573A     | Patricia Cavanna (ARG)                                                            | 4495A     | Virna Salazar (ECU)                                                                  | 4392A     |

## Quadro de medalhas (não oficial)
| Ordem | País      | Medalha de ouro | Medalha de prata | Medalha de bronze | Total |
| ----- | --------- | --------------- | ---------------- | ----------------- | ----- |
| 1     | Brasil    | 18              | 19               | 10                | 47    |
| 2     | Argentina | 8               | 6                | 8                 | 22    |
| 3     | Venezuela | 7               | 5                | 2                 | 14    |
| 4     | Equador   | 4               | 1                | 4                 | 9     |
| 5     | Colômbia  | 2               | 6                | 12                | 20    |
| 6     | Chile     | 1               | 3                | 4                 | 8     |
| 7     | Panamá    | 1               | 1                | 0                 | 2     |
| 8     | Bolívia   | 1               | 0                | 0                 | 1     |
| 9     | Peru      | 0               | 1                | 1                 | 2     |
| 10    | Uruguai   | 0               | 0                | 1                 | 1     |

## Participantes (não oficial)
Uma contagem não oficial produziu o número de 228 atletas de 12 nacionalidades. Lista detalhada dos resultados podem ser encontradas no site "World Junior Athletics History" 
| - Argentina (22) - Bolívia (6) - Brasil (63) - Chile (22) | - Colômbia (39) - Equador (29) - Guiana (2) - Panamá (3) | - Paraguai (3) - Peru (8) - Uruguai (11) - Venezuela (20) |